# Matthias Troyer

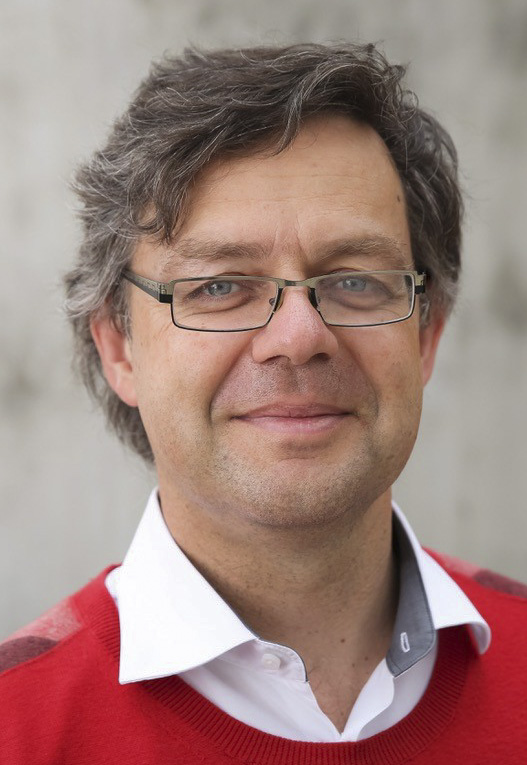
Matthias Troyer (ca. 2020)

Matthias Troyer (* 18. April 1968 in Linz) ist ein österreichischer Physiker und Hochschullehrer.
Troyer (der 1986 die Goldmedaille bei der Internationalen Chemieolympiade erhielt) studierte Physik an der Universität Linz und der ETH Zürich, an der er 1991 sein Diplom erhielt und 1994 bei D. Würtz und T. M. Rice promoviert wurde. Thema der Dissertation, die die Goldmedaille der ETH Zürich erhielt, war die numerische Lösung von Fermionen in niedrigdimensionalen Systemen. Als Post-Doktorand war er als Fellow der Japan Society for the Promotion of Science an der Universität Tokio und war ab 1998 Assistent an der ETH Zürich. 2005 wurde er Professor.
Er entwickelt Algorithmen zur Simulation von quantenmechanischen Vielteilchensystemen und untersuchte unter anderem Quantenphasenübergänge, ultrakalte Atomgase, Supersolidität von Bosonen, Quantenmagnete, quantenmechanische Maschinen, stark korrelierte Elektronensysteme. Er initiierte das Open-Source-Projekt ALPS, um Algorithmen in Vielteilchensystemen der wissenschaftlichen Öffentlichkeit zugänglich zu machen.
Er ist Fellow der American Physical Society (2011). 2004 war er Mitglied des Aspen Center for Physics, zu dessen Trustees er seit 2014 gehört.
2012 erhielt Troyer einen ERC Advanced Grant. 2016 erhielt er den Aneesur-Rahman-Preis für Pionierarbeiten in mehreren scheinbar unzugänglichen Bereichen des quantenmechanischen Vielteilchenproblems und dafür, dass er effiziente, ausgefeilte Computerprogramme der wissenschaftlichen Gemeinschaft zugänglich machte (Laudatio). Für 2019 wurde Troyer der Hamburger Preis für Theoretische Physik zugesprochen.
Im Juni 2019 wechselte Matthias Troyer von der ETH Zürich in die Privatindustrie als Distinguished Scientist und später Technical Fellow zu Microsoft in den USA.

## Schriften
- mit H. Tsunetsugu, D. Würtz: Thermodynamics and spin gap of the Heisenberg ladder calculated by the look-ahead Lanczos algorithm, Phys. Rev. B, Band 50, 1994, S. 13515
- mit D. C. Johnston, P. C. Canfield u. a.: Thermodynamics of spin S= 1/2 antiferromagnetic uniform and alternating-exchange Heisenberg chains, Phys. Rev. B, Band 61, 2000, S. 9558
- mit G. Battrouni u. a.: Mott domains of bosons confined on optical lattices, Phys. Rev. Lett., Band 89, 2002, S. 117203
- mit U. J. Wiese: Computational complexity and fundamental limitations to fermionic quantum Monte Carlo simulations, Phys. Rev. Letters, Band 94, 2005, S. 170201
- mit S. Wessel: Supersolid hard-core bosons on the triangular lattice, Phys. Rev. Lett., Band 95, 2005, S. 127205
- mit P. Werner, A. Comanac, L. De'Medici, A. J. Millis: Continuous-time solver for quantum impurity models, Physical Review Letters, Band 97, 2006, S. 076405
- mit E. Gull, A. J. Millis, A. I. Lichtenstein, A. N. Rubtsov, P. Werner: Continuous-time Monte Carlo methods for quantum impurity models, Reviews of Modern Physics, Band 83, 2011, S. 349
- mit S. Boixo u. a.: Evidence for quantum annealing with more than one hundred qubits, Nature Physics, Band 10, 2014, S. 218
- mit S. Boixo u. a.: Defining and detecting quantum speedup, Science, Band 345, 2014, S. 420–424
- mit A. A. Soluyanov, D. Gresch, Z. Wang, Q. S. Wu, X. Dai, B. A. Bernevig: Type-II Weyl Semimetals, Nature, Band 527, 2015, S. 495